# Nevarnost / potencialna nevarnost sredstev
Potencialno nevarna sredstva so tista, katerih tehnične lastnosti so takšne, da ta postanejo za okolico dejansko nevarna izključno na podlagi ravnanja uporabnika (v to kategorijo uvrščamo večino sredstev iz naše okolice).
Nevarna sredstva so tista, a) katerih tehnične lastnosti so takšne, da so ta za okolico dejansko nevarna že sama po sebi in je potrebno izvajati posebne ukrepe, da do negativnih vplivov na okolico ne pride (primer: strupeni plini, jedke kemikalije, ipd.), b) ni jasno kakšno ravnanje bo imelo za posledico negativne vplive na okolico (primer: neeksplodirana minsko eksplozivna sredstva, ipd.), c) je le vprašanje časa, ali kakega drugega dejavnika na katerega ni mogoče vplivati, kdaj bo do negativnih vplivov na okolje prišlo (primer: tempiran vžigalnik bombe, degradacija eksploziva zaradi staranja, ipd.).
V določenih primerih je težko ovrednotiti, ali gre za nevarno, ali potencialno nevarno sredstvo.